# Toschia concolor
Toschia concolor är en spindelart som beskrevs av Lodovico di Caporiacco 1949. Toschia concolor ingår i släktet Toschia och familjen täckvävarspindlar.
Artens utbredningsområde är Kenya. Inga underarter finns listade i Catalogue of Life.